# Igor Pashkevich
Igor Pashkevich, né le 1er juillet 1971 à Moscou et mort le 26 mars 2016 à Miami, est un patineur artistique ayant concouru pour l'Union soviétique (jusqu'en 1991), la Russie (1991 à 1996) et l'Azerbaïdjan (1996 à 1998).

## Biographie

### Carrière sportive
Il est sacré champion du monde junior en 1990 et remporte la médaille d'argent aux Championnats d'Europe de patinage artistique 1996.
Il a notamment participé aux Jeux olympiques d'hiver de 1994 pour la Russie et aux Jeux olympiques d'hiver de 1998 pour l'Azerbaïdjan.

### Reconversion
Il arrête les compétitions sportives après les jeux olympiques de 1998 à Nagano et se reconvertit en entraîneur aux États-Unis.
Sa mort est déclarée comme accidentelle, mais les détails ne sont pas communiqués à la presse.

## Palmarès
| Compétition                     | 1989    | 1990    | 1991    | 1992    | 1993    | 1994    | 1995    | 1996    | 1997    | 1998    |  |  |  |  |
| Jeux olympiques d'hiver         |         |         |         |         |         | 15e     |         |         |         | 16e     |  |  |  |  |
| Championnats du monde           |         |         |         |         | 14e     | 9e      |         |         | 8e      |         |  |  |  |  |
| Championnats d’Europe           |         |         |         |         |         |         |         | 2e      | 7e      | F       |  |  |  |  |
| Championnats d'Union soviétique |         |         |         | 7e      |         |         |         |         |         |         |  |  |  |  |
| Championnats de Russie          |         |         |         |         | 3e      | 3e      | F       | 3e      |         |         |  |  |  |  |
| Championnats d'Azerbaïdjan      |         |         |         |         |         |         |         |         |         | 1er     |  |  |  |  |
| Championnats du monde juniors   | 7e      | 1er     |         |         |         |         |         |         |         |         |  |  |  |  |
|                                 |         |         |         |         |         |         |         |         |         |         |  |  |  |  |
| Grand Prix ISU                  | 1988/89 | 1989/90 | 1990/91 | 1991/92 | 1992/93 | 1993/94 | 1994/95 | 1995/96 | 1996/97 | 1997/98 |  |  |  |  |
| Finale du Grand Prix            |         |         |         |         |         |         |         |         |         | 6e      |  |  |  |  |
| Coupe d'Allemagne               |         |         |         |         |         |         | 4e      |         |         | 2e      |  |  |  |  |
| Trophée de France               |         |         |         |         | 7e      | 4e      | 7e      |         |         | 3e      |  |  |  |  |
| Trophée NHK                     |         |         |         |         |         |         |         | 2e      |         |         |  |  |  |  |
| Légende : F = Forfait           |         |         |         |         |         |         |         |         |         |         |  |  |  |  |